# Anything That's Part of You
"Anything That's Part of You" ("Cualquier cosa que sea parte de ti") es una canción escrita por Don Robertson grabada y popularizada por Elvis Presley a partir de 1961. Elvis la cantó en compañía del grupo vocal The Jordanaires.  "Anything That's Part of You" fue la cara B de un sencillo lanzado al mercado por RCA con "Good Luck Charm" en su cara A.  Ambos temas ingresaron a la lista de Billboard Hot 100  y el sencillo fue premiado con un disco de platino por la RIAA.
En 2015 se recreó una versión de este tema con la voz de Elvis Presley acompañada por  The Royal Philharmonic Orchestra.

## Grabación
Elvis Presley grabó la canción durante la sesión del 15 de octubre de 1961 en el mítico estudio B de la RCA en Nashville, Tennessee. De esa sesión Elvis lograría los dos temas que compondrían el sencillo "Good Luck Charm" / "Anything That's Part of You" junto con "For The Millionth And The Last Time", "I Met Her Today" y "Night Rider".
A los músicos más habituales en esas sesiones que solían acompañar a Elvis, éste sumó el aporte del guitarrista Jerry Kennedy en dicha sesión aunque en las diferentes tomas es el piano el instrumento que queda en primer lugar.
Como era habitual en el modo de trabajo de Elvis, el cantante siempre realizaba varias tomas en cada sesión hasta lograr el sonido que buscaba, en este caso escogiendo la toma # 10 para la confección del máster.

## Músicos de la sesión
- Elvis Presley - voz
- Scotty Moore - guitarra
- Jerry Kennedy - guitarra
- Bob Moore - bajo
- Floyd Kramer - piano
- Buddy Harmand y D. J. Fontana - batería
- The Jordanaires - coros[2]

## Letra
El protagonista de la canción es un hombre al cual su prometida lo ha dejado y siendo ya presa de una profunda depresión, busca consuelo en todas aquellos recuerdos que de alguna forma aún lo atan a su antiguo amor, como el perfume que aún guarda un mechón del cabello de su amada que le fuera obsequiado, el visitar los lugares donde concurrían juntos o el memorizar cada palabra de una carta que ella le escribiese. 
No se trata de que él esté solo porque no encuentra un nuevo amor sino porque no considera posible amar a alguien más, ya que en sus propias palabra, él preferiría dejar de lado la posibilidad de conocer a alguna nueva persona a cambio de tener algo de su antiguo amor perdido.
No reason left for me to live (No queda para mi razón para vivir) "What can I take, what can I give (Qué podría tener, qué podría dar) When I'd give all of someone new (Cuando yo daría todo de alguien nuevo) For anything that's part of you" (Por algo que es parte de tí) 
Buena parte del contenido de esta canción tendría años más tarde un paralelo en la vida real del cantante cuando él y su esposa Princilla Beaulie se separaron tras incompatibilidades en su vida familiar. No obstante siguieron en contacto debido a la crianza de la hija que tenían en común, Lisa Marie Presley. En el libro autobiográfico "Elvis y yo" Priscilla planteaba que en una charla que sostuvo con Elvis él le comentó acerca de que ya no tenía paciencia como para comenzar una nueva relación pasando por algo similar a lo que ellos habían vivido juntos y que en algún momento ambos habían barajado si existía aún la posibilidad de reconciliarse.

## Listas
"Anything That's Part of You" entró en la lista de Billboard Hot 100 alcanzado la posición # 31 convirtiéndose en una nueva canción del Top 40. En la lista de Billboard Easy Listening Chart el tema alcanzó el puesto # 6. En las listas canadienses la canción alcanzó el puesto # 1 y permaneció en las listas durante 10 semanas.
| Listas (6962)            | Posición alcanzada |
| ------------------------ | ------------------ |
| Australia                | 1                  |
| Billboard Easy Listening | 6                  |
| Billboard Hot 100        | 31                 |
| Canadá                   | 1                  |
| Cash Box Top 100         | 51                 |

## Aparición en otras ediciones
- Elvis Golden Records vol. 3
- Something for Everybody reedición de 1999
- Elvis Presley  - Good Luck Charm (Super 45 Tours EP)[10]
- If I Can Dream - Elvis with The Royal Philharmonic Orchestra - 2015[11]